# Frank Lukassen
Frank Lukassen (Gendringen, 22 mei 1967) is een voormalig Nederlands betaald voetballer. Hij begon in het seizoen 1986-1987 in de Eerste divisie in het team van De Graafschap in Doetinchem waarmee hij in 1992 promoveerde naar de Eredivisie. In 1998 ging hij naar Heracles Almelo waar hij nog drie seizoenen in de eerste divisie voetbalde.

Na zijn profcarrière ging hij naar de amateurs van SV Babberich en v.v. Gendringen. Hij is werkzaam als huismeester bij een organisatie voor mensen met een beperking en woont in Ulft.